# Redukující sacharidy
Redukující sacharidy jsou sacharidy, které mohou fungovat jako redukční činidla, protože mají volnou aldehydovou nebo ketonovou funkční skupinu.
Ketózy se musí tautomerizovat na aldózy, aby mohly mít redukční účinky.
Redukující jsou všechny monosacharidy a také některé disacharidy a další oligosacharidy i polysacharidy, pokud mají poloacetalový hydroxyl. Neredukující oligo- a polysacharidy nemají poloacetal a tak se nemohou přeměnit na necyklickou formu s aldehydovou/ketonovou skupinou; zůstávají tedy v cyklické podobě. Redukující oligosacharidy nemají na glykosidové vazby využity všechny poloacetalové hydroxyly a tak zůstává některý z nich (vždy na jednom z koncových monosacharidů) volný.
Redukující sacharidy reagují při tepelné úpravě jídla s aminokyselinami v Maillardově reakci za vzniku mnoha různých látek, z nichž některé určují vůni jídla.

## Příklady
Všechny monosacharidy jsou redukující, neboť mají aldehydovou (a patří tedy mezi aldózy) skupinu, nebo mají ketonovou skupinu a mohou se tautomerizovat. Patří sem například galaktóza, glukóza, glyceraldehyd, fruktóza a ribóza.
Mnoho disacharidů jako celobióza, laktóza a maltóza jsou také redukující, protože jedna ze dvou jednotek může otevřít řetězec a vytvořit necyklickou aldehydovou formu.
Sacharóza a trehalóza jsou neredukující, protože jsou v nich vazbou spojeny oba anomerické uhlíky, takže se žádný z cyklů nemůže otevřít.

Rovnováha mezi cyklickou a otevřenou formou maltózy

U polymerů glukózy jako jsou škrob a jeho deriváty, například maltodextrin a dextrin, makromolekula začíná redukujícím sacharidem s volnou aldehydovou skupinou. Produkty jejich hydrolýzy obsahují více redukujících sacharidů, zastoupení redukujících sacharidů v těchto produktech se nazývá dextrózový ekvivalent (DE).
Glykogen je velmi rozvětvený polymer glukózy, jenž je zásobním sacharidem živočichů. Je to redukující polysacharid s pouze jedním redukujícím koncem, každá větev má neredukující konec. Při rozkladu za účelem získávání energie jsou jednotlivé glukózy odštěpovány od neredukujících konců.

## Důkazy redukujících sacharidů
K důkazu přítomnosti redukujících sacharidů se používá několik látek. Dvě z nich spočívají ve využití měďnatých kationtů: Benedictovo činidlo (Cu2+ ve vodném roztoku citronanu sodného) a Fehlingovo činidlo (Cu2+ ve vodném roztoku vinanu draselno-sodného), které se smíchají s roztokem hydroxidu sodného. Redukující sacharid způsobí redukci měďnatých kationtů na měďné, čímž vznikne sraženina oxidu měďného. Citronan či vinan zabraňují reakci Cu2+ s hydroxidovými anionty, kdy by se vytvořil nerozpustný hydroxid měďnatý a reakce by neproběhla.
Další možností je Tollensovo činidlo, připravované z dusičnanu stříbrného rozpouštěním ve vodném roztoku amoniaku. Při jeho přidání do roztoku aldehydu se vysráží stříbrné „zrcátko“
Kyselina 3,5-dinitrosalicylová umožňuje i kvantitativní stanovení. S redukujícím sacharidem reaguje za vzniku kyseliny 3-amino-5-nitrosalicylové, jejíž koncentraci, závislou na původní koncentraci redukujícího sacharidu, lze zjistit pomocí spektrofotometrie.

## Význam v lékařství
Fehlingovo činidlo se dlouhou dobu používalo k diagnostice diabetu, při němž prudce roste glykemie (obsah glukózy v krvi) z důvodu nedostatečné produkce inzulinu (diabetes 1. typu) nebo neschopnosti buněk na něj reagovat (diabetes 2. typu) Měřením množství oxidačního činidla redukovaného glukózou lze stanovit obsah glukózy v krvi nebo moči, což umožňuje určit správnou dávku inzulinu, čímž se glykemie dostane na normální hodnoty.

## Význam v potravinářské chemii

### Maillardova reakce
Karbonylové skupiny redukujících sacharidů reagují s aminoskupinami aminokyselin za vzniku různých, zdraví prospěšných i škodlivých, látek. Tento soubor reakcí, jež snižují celkovou kvalitu potravin, se nazývá Maillardova reakce. Jedním z jejích produktů je akrylamid, neurotoxin a možný karcinogen, jenž vzniká z asparaginu a redukujících sacharidů při zahřátí na vysoké teploty (nad 120 °C).

## Kvalita potravin
Obsah redukujících sacharidů ve víně, džusech a cukrové třtině je ukazatelem kvality těchto produktů a sledováním úrovně redukujících sacharidů během výroby potravin se dosahuje jejich zkvalitnění. Nejčastěji se používá Lane-Eynonova metoda, která spočívá v titraci redukujících sacharidů s Cu2+ z Fehlingova činidla za přítomnosti methylenové modře, což je běžný redoxní indikátor. Metoda je ovšem nepřesná, nákladná a citlivá na nečistoty.